# Coniglia Bianca
Coniglia Bianca è un personaggio dei fumetti creato da J. M. DeMatteis (testi) e da Kerry Gammill e Mike Esposito (disegni), pubblicato dalla Marvel Comics. La sua prima apparizione è nel numero 131 della serie Marvel Team-up (luglio 1983).

## Biografia del personaggio
Questa ragazza ricca con una mania per la favola Alice nel Paese delle Meraviglie iniziò una carriera come supercriminale con l'identità della Coniglia Bianca.
Iniziò una serie di rapine ma venne sempre fermata dall'Uomo Ragno e dall'Uomo Rana, in seguito si alleò col supercriminale Tricheco ma il risultato non cambiò e i due vennero arrestati grazie all'Uomo Ragno, l'Uomo Rana e suo figlio. Successivamente rapisce i due ex-criminali, ora supereroi neofiti, Grizzly e Gibbon, e chiede alla città di New York un riscatto di un miliardo di dollari in cambio delle loro vite. Mentre lei si crogiola nella convinzione di avere la città in pugno, i cittadini invece ridono per quanto ella si sia resa ridicola senza neanche accorgersene, tanto che il sindaco le risponde, provocatoriamente, con una controfferta di soli due dollari e cinquanta cents. Furiosa per essere stata presa in giro così, lei allora risponde bombardando la città con delle bombe-carota ed alzando la richiesta a cinque miliardi di dollari, da consegnare però in quarti di dollaro. Peter Parker allora raggiunge il nascondiglio, ma sotto l'identità del "bombastico Uomo-sacchetto", essendo in quel periodo l'Uomo Ragno ricercato dalla polizia. Mentre l'Uomo-sacchetto si occupa delle pericolose macchine di Coniglia, Grizzly e Gibbons si liberano e, sempre grazie a Peter, la stordiscono e si prendono il merito della cattura.
È comparsa nella miniserie Claws che vede Wolverine e la Gatta Nera caduti in una trappola costruita da lei e il suo fidanzato Arcade.
Gli eroi li sconfiggono e li mandano nella Terra selvaggia dove lei diventa il capo di una tribù di indigeni.
Come narrato in Dark Reign: American Son, Coniglia Bianca partecipa all'assalto alla casa di Mister Negativo insieme ad alcuni membri del Sindacato dei Criminali, venendo però sconfitta dall'Uomo Ragno. Ha fatto una breve apparizione in Superior Spider-Man n. 2 dove si è arresa e fatta arrestare da Peter/Ock, in quanto era terrorizzata da come l'eroe era diventato violento con i criminali.

## Poteri e abilità
La Coniglia Bianca non è abile nel combattimento e non è per niente intelligente; fa affidamento solo al suo fascino e i suoi gadget per raggiungere i suoi scopi. Si crede un genio del male, una criminale di prim'ordine, la più grande minaccia mai esistita, e per questo nessuno la prende seriamente, anche se questo non cambia che sia una completa psicopatica, assolutamente capace, se provocata, di uccidere senza esitazione. Ha a sua disposizione diverse macchine e androidi assassini, nonché dei conigli geneticamente modificati per essere giganteschi e carnivori, tuttavia è ignoto se sia stata lei in persona a crearli.